# Cirque Roche
Le cirque Roche a été fondé par les frères Emmanuel et Camille Roche au début du XXe siècle. D'abord cirque en dur, il est devenu cirque itinérant après la Grande Guerre. Principalement présent dans les villes du Nord et de l'Ouest de la France, il présentait toujours une programmation de grande qualité. Après trente ans d'existence, il fut cédé en 1930.

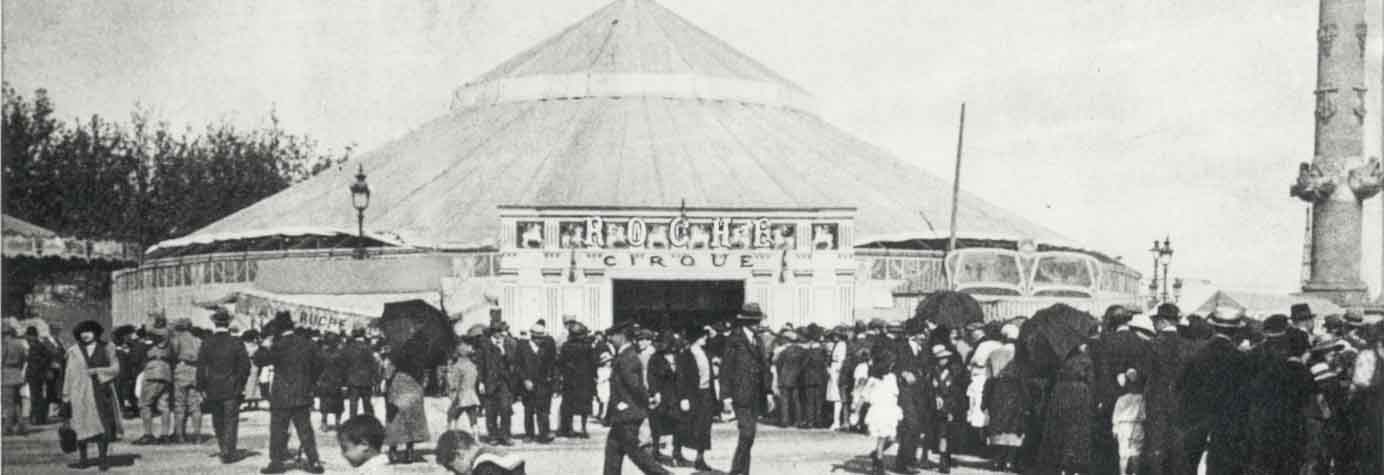
Le cirque Roche à Bordeaux, 1922

## Les frères Roche

### 1866-1901: Jeunesse
Les frères Roche sont nés tous deux à Saint-Étienne. Alphonse, l'aîné, qui portera par préférence son deuxième prénom, Emmanuel, voit le jour en 1866. Camille est son cadet de cinq ans. Viendra également une sœur, Rachel. Le père, Marcellin, représentant de commerce, descend d'une lignée auvergnate de marchands tailleurs d'habits. La mère, Virginie Dancette, native du Puy-en-Velay, est fille de boulanger. La famille Roche frise l'indigence. Les deux frères commencent leur vie au bas de l'échelle sociale, Emmanuel est commis épicier, Camille agent de voirie.

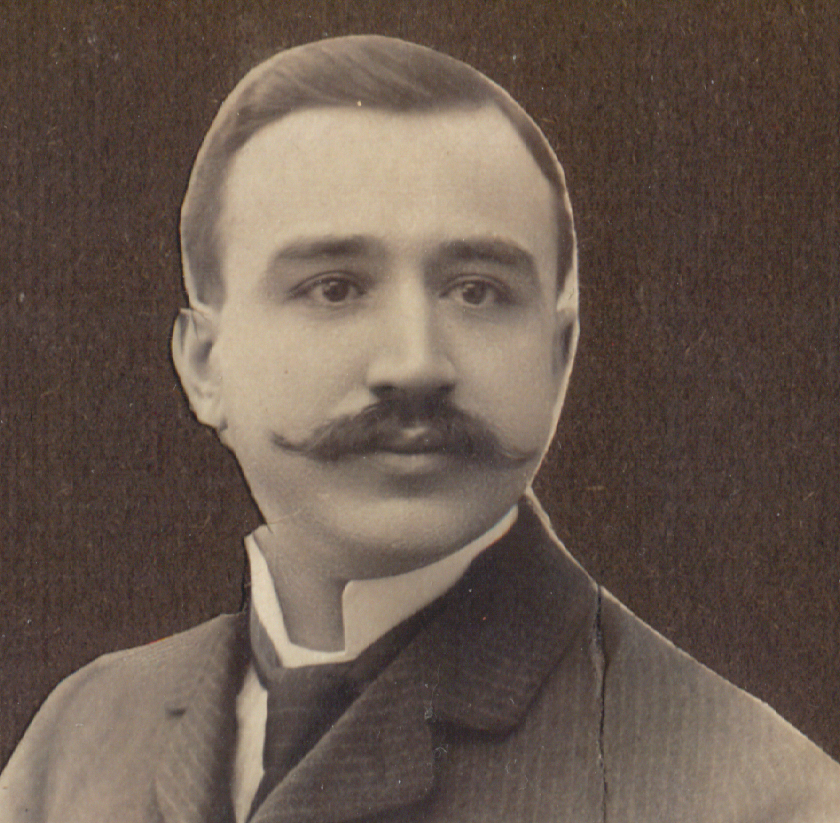
Camille Roche, en 1902

Par quelle grâce ces deux jeunes provinciaux sans le sou parviennent-ils aux lumières du music-hall ? Nul ne le sait. Toujours est-il que dès 1891, on les retrouve à la direction artistique du théâtre Alhambra de Bruxelles, d'abord en association avec un certain Sirdey, puis très vite seuls. On y produit des spectacles de music-hall ainsi que des bals masqués. Les premières représentations sont houleuses et l'expérience de courte durée.
En 1896, les deux frères fondent leur agence artistique à Paris, puis, en 1901, leur premier cirque à Boulogne-sur-Mer. L'édifice mesure seize mètres de haut et peut accueillir 2400 spectateurs.

### 1901-1912: La belle époque
La scène parisienne étant saturée, les frères Roche se tournent vers la province à laquelle ils réserveront exclusivement leurs attractions. C'est principalement au Nord (Lille, Roubaix, Boulogne-sur-Mer, Amiens, Nancy et sur la façade atlantique (Caen, Rouen, Le Havre, Angers, Poitiers, Bordeaux) du territoire qu'ils se produisent. Pendant quinze ans, ils font édifier, dans les villes qu'ils visitent, des structures temporaires en bois et, plus rarement, occupent le cirque municipal en dur. C'est ainsi qu'ils ont l'exclusivité de l'hippodrome de Lille pendant dix ans. Ils possèdent également à cette époque deux constructions permanentes, l'une à Lille, l'autre à Bordeaux.
Le cirque Roche n'est pas le plus grand ni le plus connu des cirques de France. Il fournit cependant un spectacle de grande qualitéet fait la fortune des deux frères.
Le secret de la réussite du cirque tient à plusieurs phénomènes : d'une part, les frères Roche se déplacent dans les villes en période de foire, ce qui leur permet de toucher un maximum de public. Le cirque reste environ un mois et donne trois à quatre représentations par semaine. Bien souvent, des places gratuites sont distribuées aux orphelins et aux associations caritatives de la ville. D'autre part, les deux frères jouent admirablement du réseau. Ils sont investis dans les milieux associatifs et politiques locaux. Ils sont par ailleurs affiliés à la franc-maçonnerie. Enfin, les deux frères sont des dénicheurs de talents. Leur agence parisienne est réputée pour son sérieux et de nombreux artistes seront produits par les Roche.
Tandis que Camille tient les rênes de l'affaire, et la gère en bon père de famille, Emmanuel sillonne le monde à la recherche de nouveaux numéros : Chine, États-Unis, Japon, Russie, etc. Les artistes sont engagés par l'agence et, bien souvent, se produisent en exclusivité au cirque Roche. La gratin de la Belle Époque puis des années folles travaillera avec les deux frères : Joséphine Baker, l'écuyer portugais Roberto de Vasconcellos, les clowns Grock, Antonet et Beby, les Fratellini. Joseph Bouglione signe avec eux l'un de ses premiers contrats en France.

### 1912-1920: Les années sombres
En 1912, leur structure démontable de Boulogne-sur-Mer est détruite dans un incendie, puis, en 1914, la guerre met l'aventure des deux frères entre parenthèses. Camille est mobilisé et sert dans l'armée de l'air. Emmanuel a déjà 48 ans et échappe à la conscription. Durant cette période de guerre, les constructions sont peu à peu démontées par les habitants qui en font du bois de chauffage. À la fin de la guerre, les deux frères repartent sur les routes, d'abord associés à Perié puis Palisse, puis de nouveau seuls. Alors que les deux frères sillonnent les routes, ils installent leur famille à Nice, dans deux villas du Petit Fabron qui se font face, en sorte que les deux frères demeurent liés, y compris dans leur descendance. Là, vivent Juliette, la femme d'Emmanuel et leurs deux enfants, mais également Marie-Louise, la mère de Juliette, qui n'aura jamais d'estime pour son gendre, et, dans la seconde villa, Dany, la fille de Camille. La domesticité complète la colonie familiale.

### 1920-1930: Les derniers feux
Incendies, dégradations : le temps des structures semi-permanentes semble révolu. Au début des années 1920, les Roche commandent à l'architecte Baillet une très belle construction démontable qui les suivra désormais dans leur périple. Cette construction, qui ne pesait que 110 tonnes, se montait en cinq jours et se démontait en deux jours, ce qui leur permettait en dix jours d'arrêt de passer d'un coin de la France à l'autre sans frais excessifs. Nancy sera leur ville de prédilection. Les deux frères exploiteront le cirque jusqu'en 1930; date à laquelle ils passent la main, à Pourtier. Emmanuel est déjà très malade. Des dernières années de sa vie, l'on devine un homme aigri par la maladie, peu aimé de sa femme et de sa fille. Il multiplie les accès de colère et les affrontements avec sa famille. Pourtant, soit qu'il fut de tout temps de complexion colérique, soit que la maladie ait dans les derniers temps accentué cette tendance, il aimait d'amour sincère sa femme et ses enfants, dont il se préoccupera jusqu'à son dernier souffle. Emmanuel fut incinéré à Molding (Autriche) et ses cendres ont été placées aux côtés de sa mère et de sa femme au cimetière de Gentilly. Camille lui survivra vingt ans. Il meurt en 1954 à Nice.

## Les artistes s'étant produits au Cirque Roche

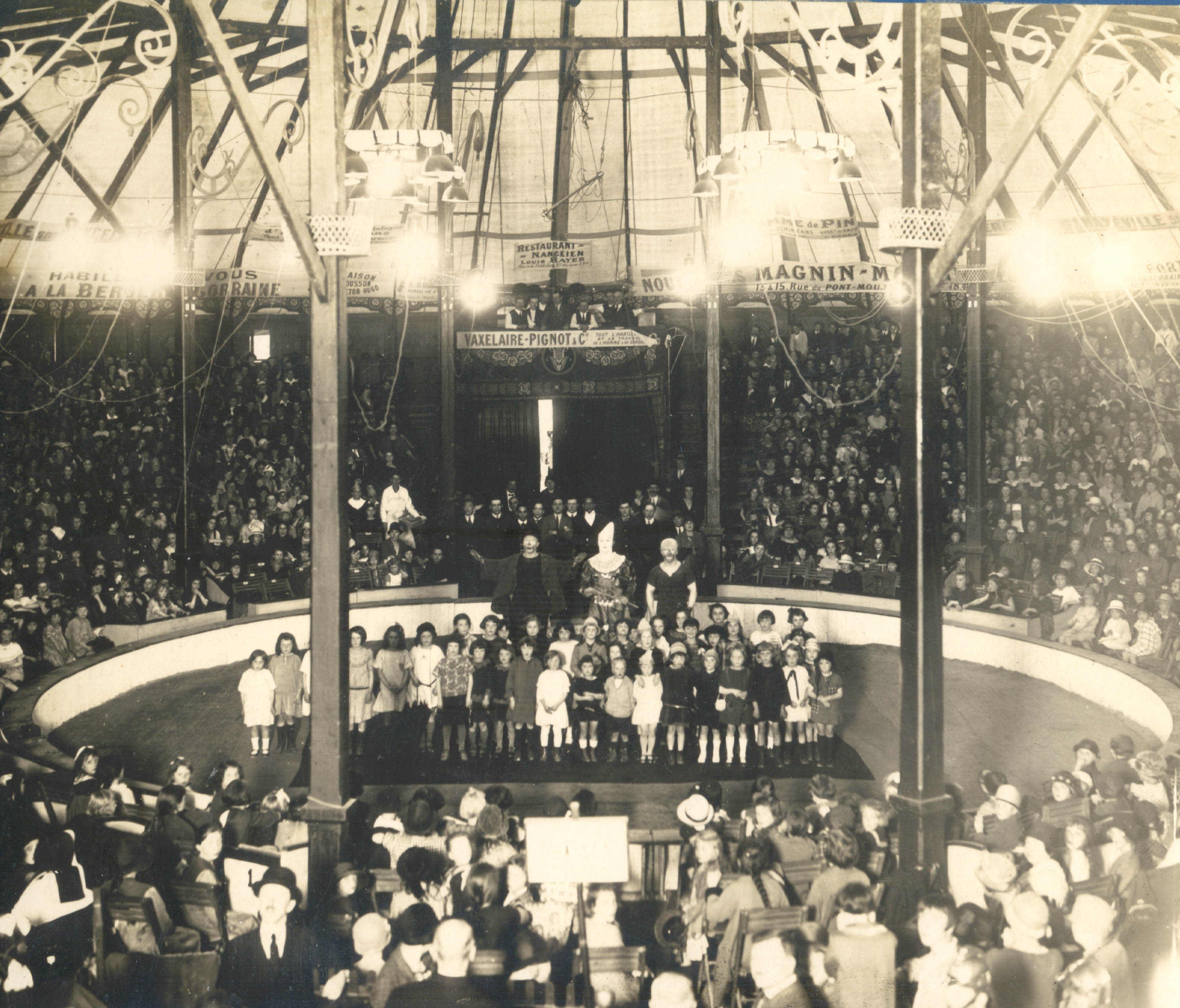
Sous le chapiteau

Voltigeurs, gymnastes et acrobates
- Les Andreu - 1926
- Les Anserouls (Inde) - 1926
- Trio Bartros - 1928
- Les Bauvards (USA) - 1921
- Les Camelias - 1907
- Les Emillions - 1920
- Les 8 Evelynas - 1921
- Les Galaras - 1928
- Jane de Vesly
- Les Klein (Portugal) - 1922
- Les Lacoras - 1920
- Troupe Maxime - 1926
- Les Marcellos - 1921
- Master Gerdey - 1910
- Les Norbertys - 1924
- Les Proveanis - 1920
- Les Victoria (cyclistes) - 1910

Clowns, burlesques, numéros comiques
- Albers - 1921
- Antonet et Beby - 1926
- Bébé et Pastor
- Charles Hès - 1921
- Coco - 1922
- Cyrillo - 1922
- Dandy et Randy - 1907
- Dario et Félix Gontard - 1924
- Filip et vincent - 1924
- Les Fratellini - 1922
- Trio Galaratti - 1928
- Gatty et Alfredo - 1907
- Lavata Iles - 1922
- Noppy et Carpy - 1920
- Palisse - 1907
- Les Perezsff - 1921
- Ritter - 1907
- Sim et Geo - 1910
- Seiffert et Philipp - 1928
- Titi - 1921
- Walter - 1921

Numéros équestres
- Bastien et Powell - 1921
- Mademoiselle Benda - 1926
- Les Sœurs Carré - 1922
- Miss Cody - 1928
- Madame Cook - 1928
- La Comtesse d'Ore - 1907
- Dora Lehmann - 1926
- Miss Emilienne - 1921
- Les Fedrizzi - 1926
- Fontana et Humal - 1920
- Mademoiselle Foureaux
- Mademoiselle Gertie
- Trio Gautier - 1907, 1921
- Henri - 1921
- James - 1921
- Oreste et Ricarda Fiocchis - 1907
- Pierrot Pacha - 1924

Fauves, ménageries, animaux dressés
- Aragon Allegris - 1926
- Cabaret - 1907
- Mariska Recsé (Elephants) - 1910
- Martha la Corse - 1928
- Niamor - 1920
- Paul Sandor - 1928
- Pepino - 1936
- Ritch - 1928
- Salvator - 1921, 1922, 1928